# قارچ کانینگهام
قارچ کانینگهام (نام علمی: Cunninghamella polymorpha) نام یک گونه از تیره قارچ‌های کانینگهام است.